# Алцек Мишев
Алцек Мишев (международно утвърденото изписване на името му е Alzek Misheff) е български и италиански художник концептуалист.

## Биография
Роден е през 1940 г. в Дупница. Завършва специалност „Живопис“ във Висшия институт за изобразително изкуство „Николай Павлович“ в София (1966), а през 1971 г. заминава за Италия. През 1976 г. в книгата „Европа – Америка – различните авангарди“ на известен италиански критик са представени 30 европейски и 30 американски художници. Сред авторите от България са включени единствено Алцек Мишев и Кристо, вече заминал от страната. Алцек Мишев е сред участниците във фестивала „Процес – пространство“ в Балчик през 1999 г.
През 2000 г. участва във Венецианското архитектурно биенале, а през 2007 г. във Венецианското художествено биенале.

## Известни творби

### „Преплуване на Атлантическия океан“ (1979 – 1982)
Най-известната творба на Алцек Мишев е пърформансът „Преплуване на Атлантическия океан“ (1979 – 1982). След 3-годишна работа и 12 изложби между Милано и Ню Йорк в периода 1979 – 1981 г. проектът достига крайната си точка по време на първото връщане на кораба „Куин Елизабет 2“ от военните действия и кризата в Окланд между 15 и 20 август 1981 г. Проектът е завършен в басейна на кораба по време на рейс между Англия и Ню Йорк, траещ 5 дни. В хода на тази самоиронично замислена акция художникът се оставя да го пренасят като златна рибка в аквариум – в малък контейнер, пълен с вода, той преминава през митническите пунктове на тръгване от Лондон, а после и при пристигането си в Ню Йорк. Всеки ден плува по 4 часа сутрин и 4 часа следобед в басейна на борда. Пърформансът е предходен от 12 изложби по темата и театрално представление. След осъществяването му художникът издава грамофонна плоча със специално композирана авторска музика (винилова плоча на 45 оборота).

### „Музика от небето“ (1979)
През 1979 г. пред катедралата в Милано в тъмнината са увиснали четири балона, всеки с диаметър 6 метра. От монтираните на тях високоговорители се носи „музиката на звездите“. Алцек Мишев взима фотографии на съзвездията Андромеда, Орион, Лира от института по астрономия в града, а в математическия факултет на университета в Пиза, екипът му сканира фотографиите и с компютър и синтезатор, който ги превръща в звуци. („Разбира се, не и в музикална композиция!“, казва сам художникът.) Варианти на тази инсталация/концерт Алцек Мишев прави и в Сан Франциско, Лос Анджелис и Генуа.

### „500 млади лица“ (1984)
През 1984 г. само за три месеца рисува серия от над 1300 портрета, всеки от които с размери 2 х 2 м, в акцията „500 млади лица“. Тогава в Милано, Рим, Торино, Болоня и Флоренция са фотографирани по 100 млади хора. Негативите са прожектирани върху листове със стандартния размер на билборд – 6 на 3 метра, и след това художникът свободно интерпретира всеки от тях с четка и черно печатарско мастило. Рисунките, с обща площ 5500 кв. м, са разлепени по улиците в петте града като рекламни плакати. На всяка от тях е изписано: „Кажете на... (следва името на човека), че неговият портрет е тук!“, а на всеки от участниците с телеграма е съобщено на кое място може да види лицето си.

### „Концерт за сопрано и оркестър на един художник немузикант“ (1989)
През 1976 г. художникът се опитва да събере музиката и живописта чрез един жест. Слага микрофон в четката и при всяко докосване върху платното се получава и шум. Така ръката създава едновременно звуци и изображение. Но това все още не е музиката, която той търси. Мишев се занимава с технологии, записва музика от чупене на чаши, от абстрактни звуци. В Калифорния се запознава с Дон Букла, който заедно с Роберт Муг е един от първите изобретатели на електроакустични инструменти. През 1989 г. в театър „Манцони“ в Милано е премиерата на „Концерт за сопрано и оркестър на един художник немузикант“. Дирижира Михаил Ангелов, а пее съвсем младата тогава Александрина Пендачанска.

### „Настъпващата истина на чувството“ (2000)
През 2000 г. директор на архитектурното биенале във Венеция е Масимилиано Фуксас, темата е „По-малко естетика, повече етика“. Алцек Мишев, облечен във фрак, с лявата си ръка дирижира импровизацията на един квартет, а с дясната свири с изобретената от екипа на Дон Букла в Калифорния виртуална клавиатура във вид на диригентска палка – контролер с инфрачервени лъчи. Малко след началото влиза в прозрачен цилиндър, пълен с вода, в която плуват малки червени риби. Художникът продължава да свири и под водата, като самият той се гмурка из нея, а в края на всяка музикална фраза се показва на повърхността, за да си поеме въздух. Накрая излиза от цилиндъра и целият мокър, с виртуалната клавиатура в ръката си изпълнява кратък валс пред зрителите.

## Пърформанси и изложби

### Лични изложби, пърформанси, участия в биеналета
- „Trigon Biennale“ – Museo d’ Arte Contemporanea, Graz, 1975
- „Putting on and Taking off“ – Galleria Bocchi, Milano, 1975
- „Come si può volare con le pinne“ – Centro Pozzo Bonelli, Vermezzo, Milan, 1975
- „Blowing Bubbless“ – 80 Langton Street gallery, San Francisco, 1978
- „The stimming pool“ – Dov’è la tigre gallery, Milan, 1978
- „The Mole“ – Notation gallery, Toronto, 1978
- „Representing the Problem“ – Optica gallery, Montreal, 1978
- „Blowing bubbles“ – Western Front gallery, Vancouver, 1979
- „Music from the Sky I“ – Piazza del Duomo, Milan, 1979
- „Music from the Sky II“ – Mills College, San Francisco, 1979
- „Music from the Sky III“ – Irvine University, Los Angeles, 1979
- „Cocktail party“ – Solari swimming pool, Milan, 1980
- „Diary of Swimming across the Atlantic“ – F. Parenti Theatre, Milan, 1980
- „Diary of Swimming across the Atlantic“ – Piazza della Vittoria, Pavia, 1980
- „Diary of Swimming across the Atlantic“ – Piazza del Municipio, Ferrara, 1980
- „Slide show“ – Collective for living cinema, New York, 1981
- „Mille dollari per la traversata“ – Collective for living cinema, New York, 1981
- „Twelve Portraits and a Cruise“ – Borgogna gallery, Milano, 1981
- „Swimming Across the Atlantic“ – swimming pool of Queen Elizabeth II, 1982
- „Dripping from the swimmer“ – Painting and Sculpture museum, Grenoble, 1985
- „Six big Portraits“ – Francoise Lambert gallery, Milan, 1986
- „European MasterOrchestra“ – m9x3 painting – Museum of Modern Art, Seul, 1988
- „Talea, a sculpture in the Carlsbad desert“ – New Mexico, 1989
- „Concerto per soprano e orchestra“ – Teatro Manzoni, Milano, 1989
- „A portrait per day – 365 faces“ – Capodimonte museum, Naples, 1991
- „Seven marvellous Temples“ – Paintings and Projects of Architecture – IULM University, Milan, 1995
- „The mermaids of Po“(with Don Buchla) – Antiche Terme, Acqui (Al), 1996
- „Life portrait of Pierre Restany“ – Fondazione Mudima, Milan, 1997
- „Pioggia without thunders and Miss Viola in yellow lemon“ – Out-Off Theatre, Milano, 1998
- „Opera Totale 4“ – Toniolo Theatre, Venice-Mestre, 1998
- „Music for Swimming across the Pacific“ – Franco Parenti Theatre, Milano, 1999
- „Cantico 2000“ – Permanente museum, Milano, 2000
- „Proliferating truth of sentiment“ – Biennial of Architecture, Venice, 2000
- „Santa Maria Nuova Musica Festival“ (An), 2001
- „Sunday Concert“, Palazzo Thea, Acqui (AL), 2001
- „Improvvisation with Euroasian Philharmonic Orchestra“ Seul – sala Puccini, Conservatorio G. Verdi, Milan, 2001
- „Crossing the Italian border, august 28th 1971“ – Gonzaga Institute, Milan, 2002
- „The mermaids of Po“ – Teatro Municipale, Casale Monferrato, 2003
- „Velvet hands“ – Auditorium di Milano, 2003
- „The garden of Spartacus“ (con Teodossii Spasov) – Arsenale theatre, Milan, 2003
- „Human technology“ – Triennale, Milan, 2004
- „Concert for Stradivari violin, Disklavier piano and a quarted of ringtone-strings“ – PAC, Padiglione d’Arte Contemporanea, Milan, 2005
- „4 compositions and improvisations for forty flutes and two pianos“ – Castello di Rivara(To), 2005
- „Concert by Alzek Misheff and his Swimmers“ – Teatro Fraschini, Pavia, 2006
- „Fonofigura: Joseph Beuys“ – Arsenale Spazio Thetis, Venice Biennial, 2007
- „Scambiarsi un suono di pace“ – Harmonia Mundi per Joseph Beuys – ending concert in Nuovo Arsenale 52th Venice biennial, 2007
- „Swimming Across The Atlantic – 25 years later“ – „Villa Croce“ Contemporary musem and Museum of the Sea, Genoa, 2007
- „Sanctus Guido Aquensis“ – music reenactment, Chiostro della Canonica, Acqui Terme, 2008
- „Gli alberi Fubine – dipinti al verderame“, Fubine (AL), 2008
- „Preludio Piano City“ – Caserma Magenta, Milan, 2011

### Градски акции
- „Swimming across Milan“ – Milan, 1984 (mq 1.800)
- „50 faces from Stazione Garibaldi“ – Milan, 1984 (mq 200)
- „500 young faces from Milan, Florence, Turin, Bologna and Rome“, 1984 (mq 5,371)
- „150 faces from Grenoble“ – Grenoble, 1985 (mq 250)
- „The Great Yellow Bicycle“ – Milan, 1987 (mq 360)
- „To paint the advertising“ – Milan, 1987 (mq 310)
- „Alzek Misheff invites you to keep the subway clean“ – Subway of Milan, 1993

### Участие в колективни изложби
- „April Meeting“ – Museum of Contemporary Art, Belgrade, 1976
- „03-23-03“ – Museo d’Arte Contemporanea, Montreal, 1977
- „Quadriennale“ – Roma, 1977
- „Lo spazio della memoria“ – Galleria Blu, Milano, 1977
- „L’attualità nell’arte in Italia“ – Galleria Civica d’Arte Moderna, Gallarate, 1989
- „Cantico 2000“ – Museo della Permanente, Milano, 2000
- „La Bellezza“ – Museo della Permanente, Milano, 2006